# Richard Murdoch
Richard Bernard Murdoch (6 de abril de 1907 - 9 de octubre de 1990) fue un actor y comediante radiofónico, televisivo y cinematográfico británico.

## Biografía
Nacido en Kestow, Kent, Inglaterra, estudió en la Charterhouse School. También estudió en el Pembroke College, Cambridge. Y en esa época actuó en la compañía teatral Footlights. 
Murdoch debutó en la radio con el programa de la BBC Band Waggon (1938-40), trabajando junto a Arthur Askey. Volvió a interpretar a su personaje radiofónico en una versión filmada en 1940 con el mismo nombre, y tras la Segunda Guerra Mundial hizo lo mismo con la versión televisiva, Living It Up. Durante la guerra sirvió en la RAF.  
Murdoch actuó con Kenneth Horne en Much Binding in the Marsh.  También participó en The Men from the Ministry, una serie de humor de la radio BBC, en la que inicialmente actuaba Wilfrid Hyde-White, y después Deryck Guyler. Fue el Tío Tom en Rumpole of the Bailey, e interpretó al Consejero Privado en Witchsmeller Pursuivant, un episodio de la serie La Víbora Negra, en 1983.
En los primeros años de la década de 1980, Murdoch dobló la versión inglesa de la producción polaca de animación basada en los libros sobre Los Mumins escritos por Tove Jansson.
Richard Murdoch falleció en 1990 a causa de un ataque cardíaco.